# Целлер, Иоганн Конрад
Иоганн Конрад Целлер (нем. Johann Konrad Zeller; 2 мая 1807, Хирсланден-Балгристе — 1 марта 1856, там же) — швейцарский рисовальщик и живописец-пейзажист, портретист, художник исторического и бытового жанра.

## Биография
Иоганн Конрад Целлер родился в Хирсланден-Балгристе недалеко от Цюриха в семье производителя чулок и шёлка Генриха Целлера и Марии (урождённой Фюссли). Его братом был Генрих Целлер (1810—1897), торговец и художник, женатый на Анне, дочери астронома и математика Иоганна Каспара Горнера.
Уже в детстве Иоганн Конрад обнаружил в себе страсть и способности к рисованию. Его наклонности поощрялись родителями, поскольку его отец четыре года жил в Неаполе и там приобщился к искусству. Кроме того, его дедом был известный художник Иоганн Генрих Фюссли.
Первые уроки рисования он получил у гравёра Георга Кристофа Фридриха Оберкоглера (1774—1856), затем учился живописи у пейзажиста Конрада Гесснера. В 1824 году с друзьями предпринял поездку в Италию, посетив Милан, Рим, Неаполь, Флоренцию и Венецию. Изучал картины старых мастеров. Однако по настоянию отца получил коммерческое образование.
В 1825 году он отправился в Турин, пробыл там два года и выучился на торговца шёлком, но в 1832 году бросил коммерцию, чтобы полностью посвятить себя живописи. Во время второй поездки в Италию он писал виды горных перевалов и долин. В Риме познакомился с Бертелем Торвальдсеном, Фридрихом Овербеком, Иоганном Кристианом Рейнхартом, Йозефом Антоном Кохом и другими художниками, а также с директором Французской академии Орасом Верне.
В Ватикане немецкий художник проявил большой интерес к последней картине Рафаэля «Преображение». Он прожил в Риме пятнадцать лет, писал картины бытового жанра, пейзажи и портреты, которые представлял на художественных выставках в Риме. Из Рима отправлял свои картины на художественные выставки в Швейцарию и различные города Германии. Среди его покупателей были торговец шёлковыми изделиями Адольф Генрих Шлеттер из Лейпцига, торговец шелковыми изделиями Альберто Келлер из Милана и картограф и строитель железной дороги Якоб Мельхиор Циглер из Винтертура.
Вернувшись в Цюрих в 1847 году, Целлер продолжил свою художественную деятельность и создал большое количество портретов. В 1851 году, по случаю пятисотлетия присоединения Цюриха к Швейцарской Конфедерации Целлер вместе с Гансом Якобом Эри, Георгом Людвигом Фогелем и Давидом Эдуардом Штайнером создал декорации для Цюрихского Фестхютте («Фестивальной хижины»). Вместе с Оэри к этой же дате написал заказанную городом батальную панораму под названием «Возвращение победоносных цюрихцев из битвы при Теттвиле, 1351» (Rückkehr der siegreichen Zürcher aus der Schlacht bei Tättwil, 1351). Панорама является увеличенной в сорок раз копией небольшого старинного рисунка (7,1×11,6 см). Эри выполнил правую половину картины, Целлер одновременно работал над левой.
Целлер оставался холостым на протяжении всей своей жизни. В 1855 году он в последний раз остановился в долине Энгельберг, чтобы отдохнуть; по возвращении скончался от болезни сердца.

## Наследие
Иоганн Конрад Целлер создал множество пейзажных этюдов гор и долин Швейцарии, Савойи и Италии, зарисовок окрестностей Рима, Капри и Неаполя. Его работы также включают жанровые картины и несколько эскизов к историческим композициям. Он также написал множество этюдов традиционных костюмов, характерных для населения Рима, Неттуно, Прочиды, Соры, Субиако, Капри и частично горцев Швейцарии. Ему принадлежит большое количество портретов, зарисовок римских древностей, академических и анатомических этюдов. Большинство его набросков — лёгкие карандашные рисунки, некоторые — пером, многие сделаны акварелью.

## Анатомические штудии И. К. Целлера

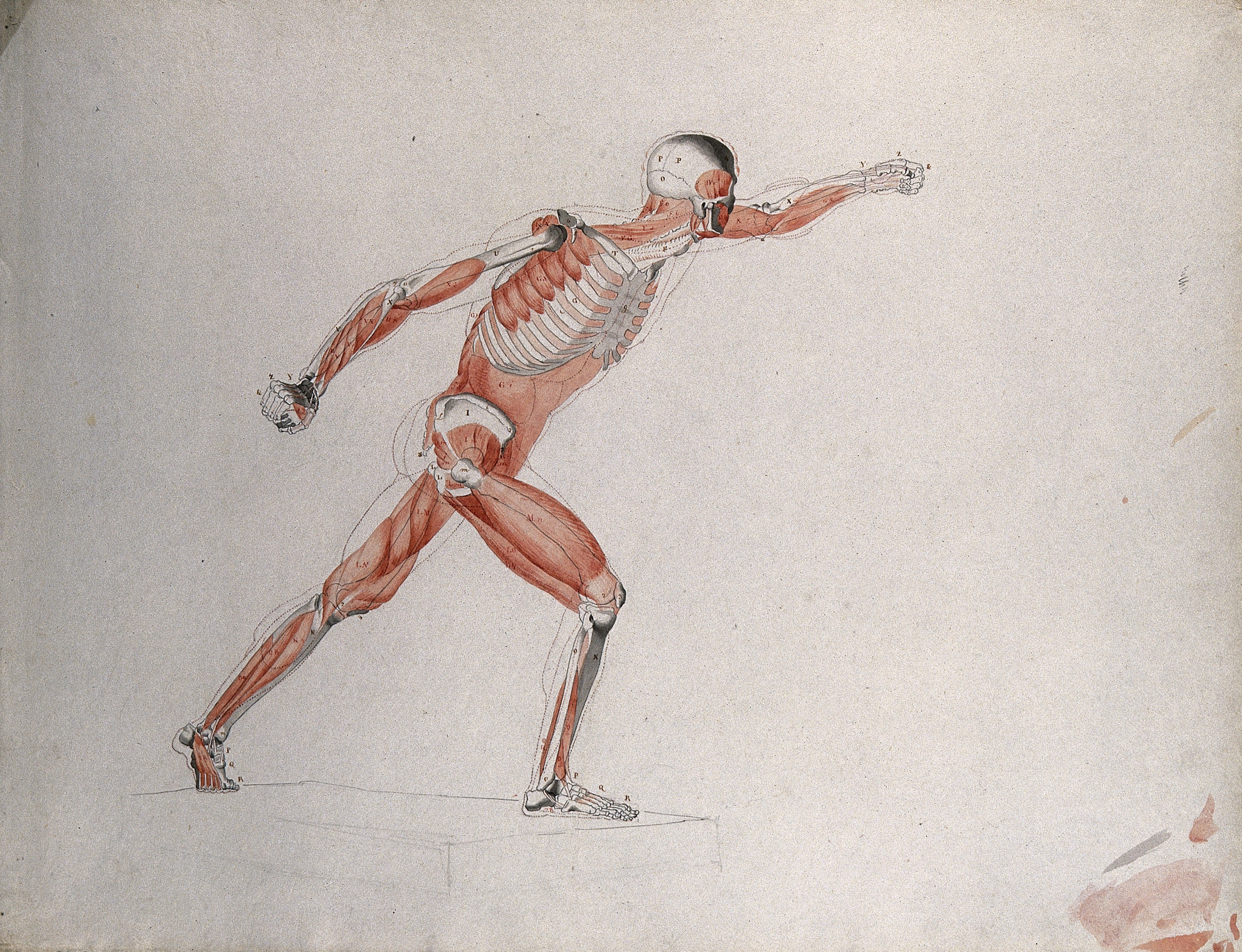
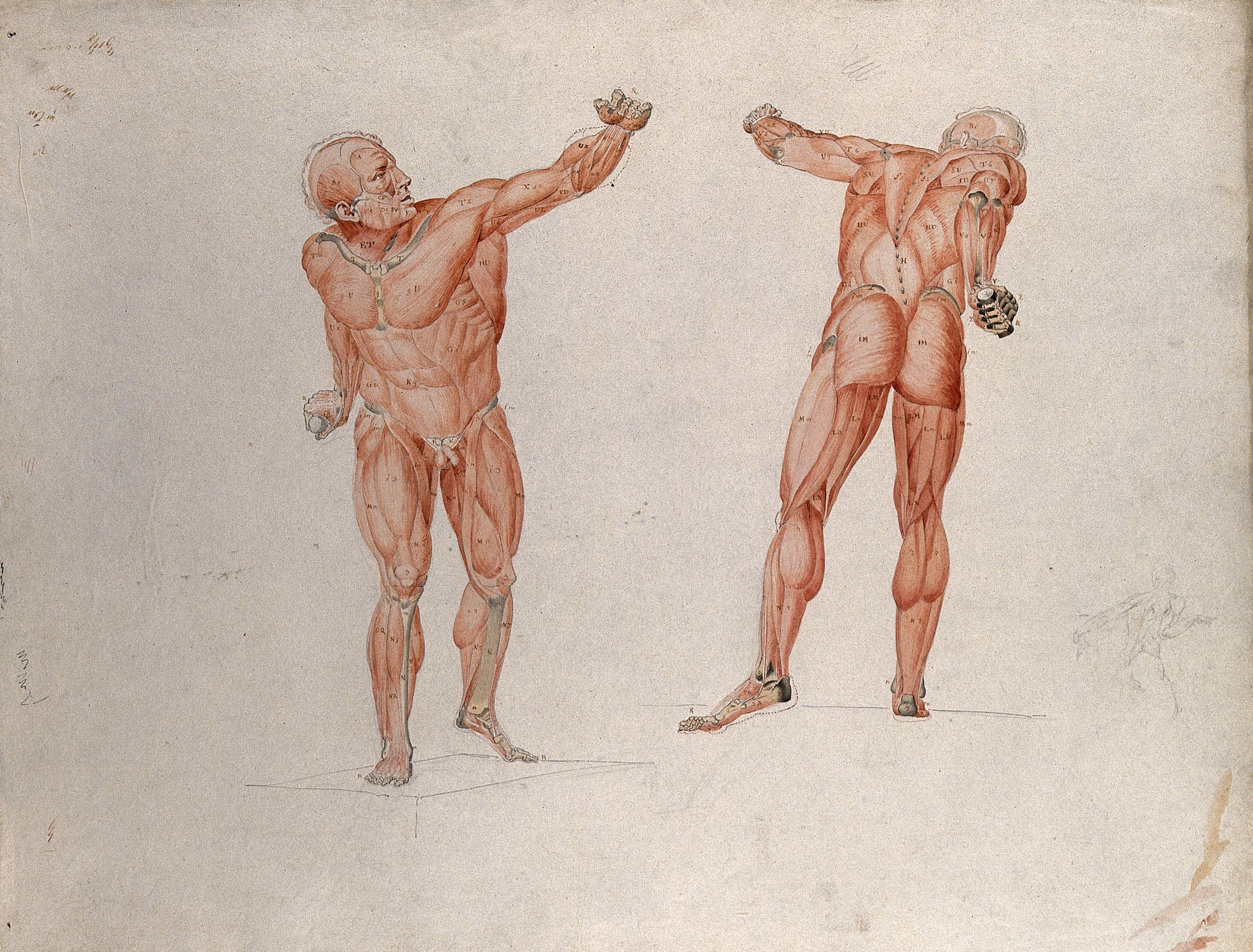
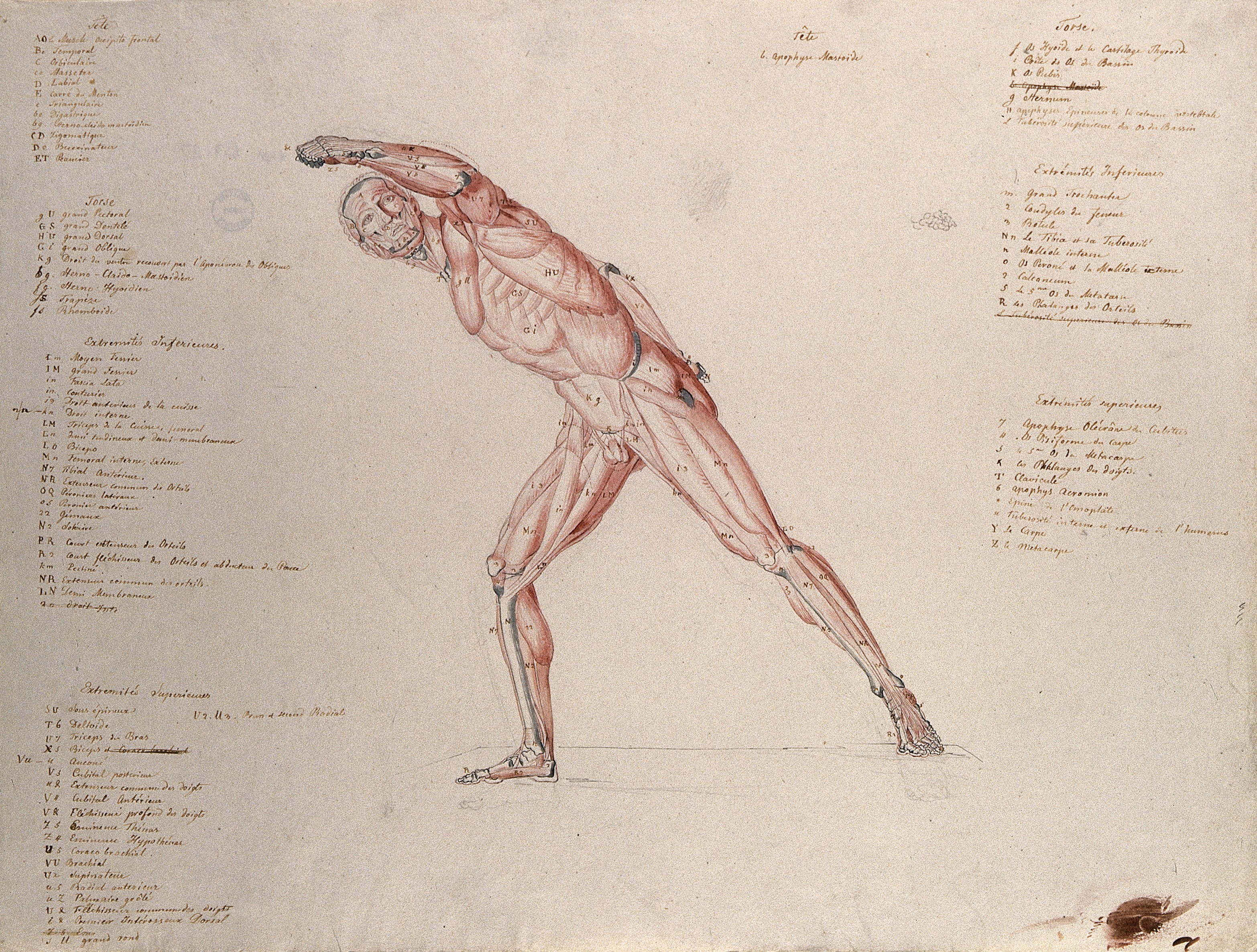
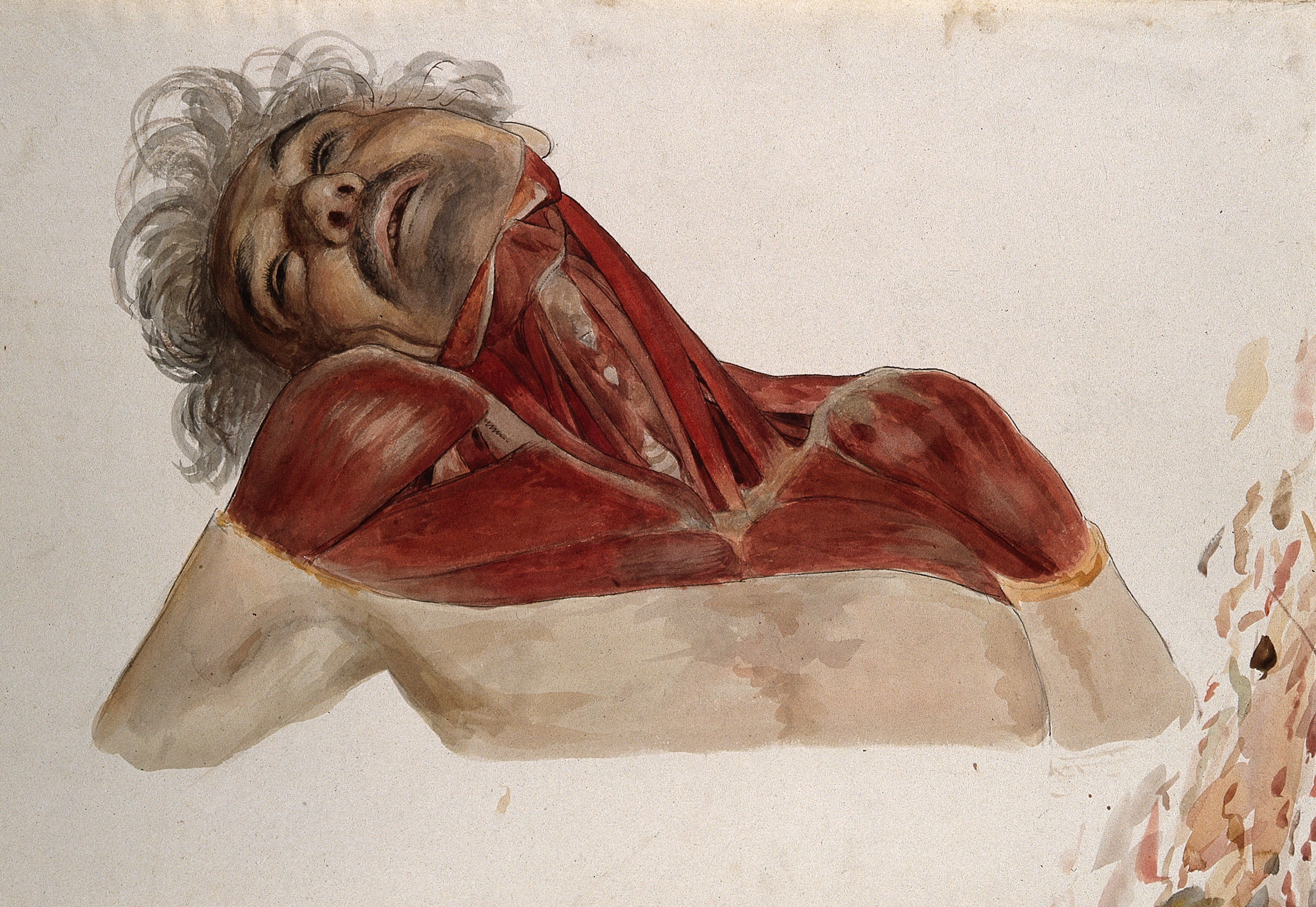
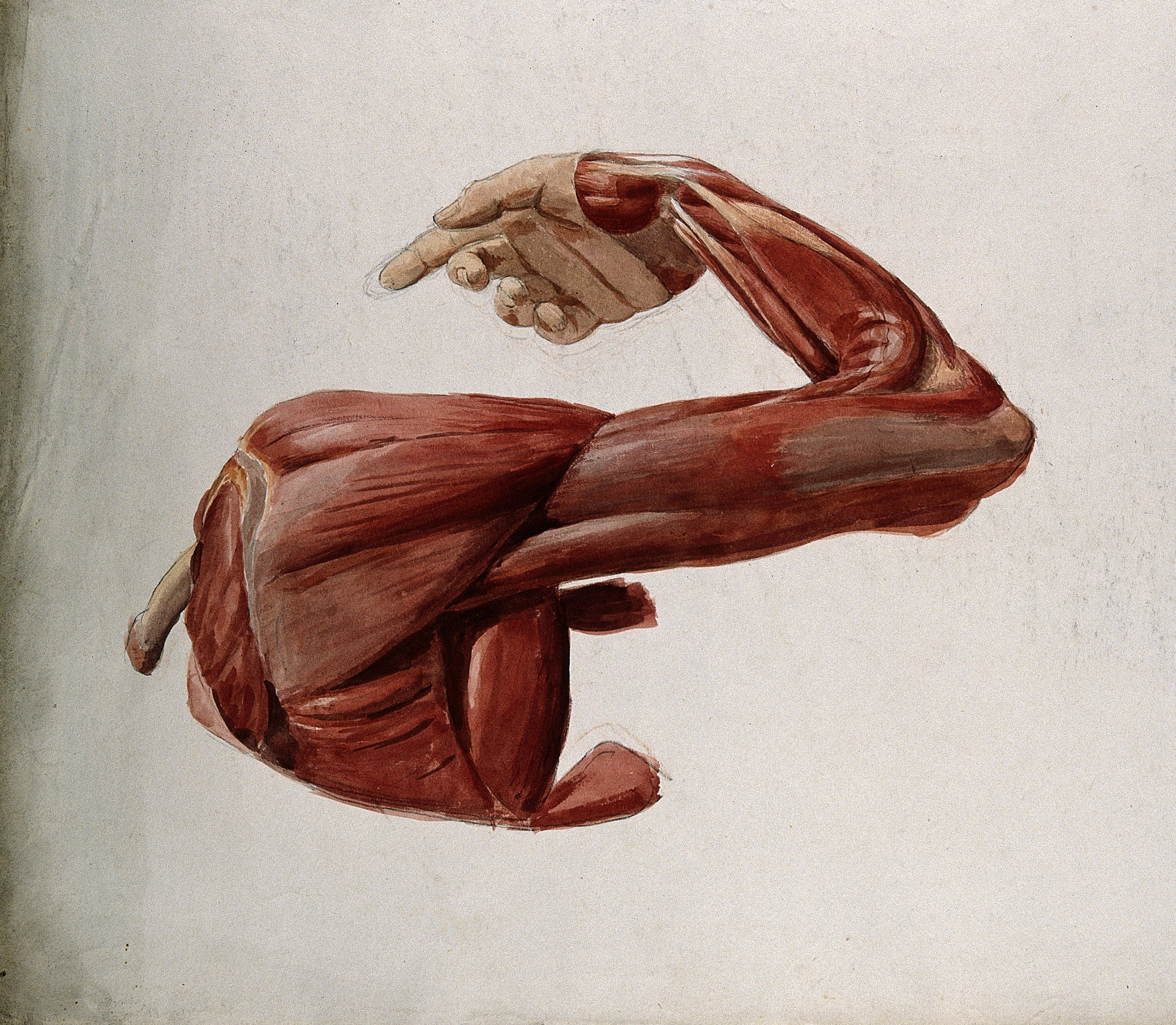